# فرودگاه ویازما
فرودگاه ویازما (به روسی: Двоевка) فرودگاهی واقع در ویازما در کشور روسیه است که توسط نامعلوم اداره می‌شود.